# Marco Zallmann
Marco Zallmann (* 17. November 1967 in Neubrandenburg) ist ein ehemaliger deutscher Fußballspieler.

## Sportliche Laufbahn
In seiner Heimatstadt begann Zallmann organisiert mit dem Fußballsport. Mit der BSG Post Neubrandenburg verlor er 1982 das FDJ-Pokalendspiel der Jugend gegen die BSG Stahl Riesa mit 0:1. Bei dieser Gemeinschaft schaffte er Mitte der 1980er-Jahre den Sprung in die Ligaelf. Bis Zusammenführung von ost- und westdeutschem Fußball spielte er in der Zweitklassigkeit 140 Partien für die Neubrandenburger. In der Premierensaison der Amateur-Oberliga im NOFV-Bereich belegte er mit dem Nachfolgeverein SV Post Telekom Neubrandenburg in der Nordstaffel den 7. Platz und konnte sich mit seinen individuellen Leistungen für höhere Aufgaben anbieten.
Zu Beginn der Saison 1992/93 wechselte Zallmann zum Bundesliga-Absteiger Hansa Rostock in die 2. Bundesliga, wo der Defensivspieler binnen drei Jahren, in denen er insgesamt 89 Zweitligaeinsätze absolvierte und sechs Tore erzielte, zum Leistungsträger der Hanseaten avancierte und zwischenzeitlich Mannschaftskapitän der Rostocker war. Nach dem Aufstieg Hansas in die Bundesliga in der Saison 1994/95 absolvierte er in sechs weiteren Spielzeiten für Hansa von 1995/96 bis 2000/01 112 Einsätze in der höchsten deutschen Spielklasse, in denen er drei Tore erzielen konnte. Dabei absolvierte er 1998 seinen einzigen Einsatz in einem internationalen Wettbewerb, dem UEFA-Intertoto-Cup, sowie 14 Partien (ein Tor) im DFB-Pokal für Rostock. Zum Ende der Saison 2000/2001 wurde Zallmanns Vertrag, nach 15 Einsätzen in ebendieser Saison, nicht mehr verlängert.
Zallmann schloss sich daraufhin dem Regionalligisten VfB Lübeck an, für den er in der Saison 2001/02 mit zwölf Einsätzen Anteil am Aufstieg in die 2. Bundesliga hatte, in welcher er in der Saison 2002/03 zu weiteren 16 Einsätzen für Lübeck kam. 2003 wechselte Zallmann schließlich zum Oberligisten TSG Neustrelitz, bei dem er seine Karriere im Januar 2006 beendete.

## Sonstiges
Edgar Zallmann, Sohn vom ehemaligen Hansa-Bundesligaprofi, wurde ebenfalls Fußballspieler. Er trat, unter anderem, beim Verbandsligisten Mecklenburg-Vorpommerns 1. FC Neubrandenburg 04 in Erscheinung.